# Anna Tjitjerova
Anna Vladimirovna Tjitjerova (russisk:  	Анна Владимировна Чичерова ; født 22. juli 1982 i Jerevan, Armenske SSR, Sovjetunionen) er en russisk højdespringer. Hendes personlige rekord er 2,04 m både indendørs og udendørs. Hendes bedste internationale resultater omfatter en guldmedalje ved indendørs-EM i Madrid 2005, sølvmedaljer ved VM i atletik i Osaka 2007 og Berlin 2009 samt en bronzemedalje ved OL 2008 i Beijing.
| Atletikudøver | Spire Denne biografi om en atletikudøver er en spire som bør udbygges. Du er velkommen til at hjælpe Wikipedia ved at udvide den. |